# Tinodes arala
Tinodes arala är en nattsländeart som beskrevs av Schmid 1972. Tinodes arala ingår i släktet Tinodes och familjen tunnelnattsländor. Inga underarter finns listade i Catalogue of Life.